# Лапшин, Ярополк Леонидович
Яропо́лк Леони́дович Лапши́н (28 сентября 1920, Новомосковск, Екатеринославская губерния — 26 октября 2011, Москва) — советский и российский кинорежиссёр. Народный артист РСФСР (1980), заслуженный деятель искусств РСФСР (1970). 

## Биография
Родился 28 сентября 1920 года в Новомосковске (ныне — Новомосковский район Днепропетровской области Украины).
В 1930-е годы семья Лапшиных переехала во Владивосток. Здесь Лапшин учился в школе и с восьмого класса играл в местном театре юного зрителя.
В 1938 году поступил во Всесоюзный государственный институт кинематографии, в мастерскую Льва Кулешова. В 1944 году с отличием окончил ВГИК и по распределению был направлен на Свердловскую киностудию, где работал ассистентом режиссёра и преподавал в школе киноактёра.
Член КПСС с 1963 года, член Союза кинематографистов СССР (Свердловское отделение), впоследствии секретарь Свердловского отделения СК, затем возглавил его, сменив Александра Литвинова. Лапшин руководил Свердловским отделением СК СССР с 1967 по 1994 год.
Скончался 26 октября 2011 года после продолжительной болезни. Похоронен в Екатеринбурге, на Широкореченском кладбище.
Жена — Лариса Николаевна Козлова, редактор Свердловской киностудии.

## Награды и звания
- медаль «За доблестный труд в Великой Отечественной войне 1941—1945 гг.» (1945)
- третья премия Вкф в Москве (1958) — за фильм «Пора таёжного подснежника» (дебют в игровом кино)
- значок «Отличник кинематографии СССР» (1967)
- медаль «В ознаменование 100-летия со дня рождения Владимира Ильича Ленина» (1970 год)
- заслуженный деятель искусств РСФСР (14 октября 1970)
- Государственная премия РСФСР имени братьев Васильевых (23 декабря 1975) — за фильм «Приваловские миллионы» (1972)
- народный артист РСФСР (30 июля 1980)
- медаль «Ветеран труда» (1980)
- орден Трудового Красного Знамени (1986)
- юбилейная медаль «50 лет Победы в Великой Отечественной войне 1941—1945 гг.» (1995)
- орден «За заслуги перед Отечеством» IV степени (13 октября 2000) — за большой личный вклад в развитие отечественного киноискусства[3]
- Почётный гражданин Свердловской области (25 сентября 2000)

## Фильмография

### Режиссёрские работы
- 1958 — Пора таёжного подснежника
- 1962 — Шестнадцатая весна
- 1965 — Игра без правил
- 1968 — Угрюм-река
- 1972 — Приваловские миллионы
- 1975 — Назначаешься внучкой
- 1980 — Дым отечества
- 1983 — Демидовы
- 1984 — Продлись, продлись, очарованье…
- 1986 — Железное поле
- 1989 — Перед рассветом
- 1990 — Я объявляю вам войну
- 1993 — Любовь по заказу
- 1994 — Уснувший пассажир
- 2001 — На полпути в Париж
- 2003 — Сель

### Сценарии
- 1968 — Угрюм-река
- 1972 — Приваловские миллионы